# Пхохан
Пхоха́н (кор. 포항시, 浦項市, Pohang-si) — місто в провінції Кьонсан-Пукто, Південна Корея. В місті знаходиться штаб-квартира транснаціональної корпорації-конгломерату POSCO та Пхоханський металургійний комбінат, що їй належить. Пхохан є базою футбольної команди Пхохан Стілерс.

## Історія
Існуюють докази перебування людини на території сучасного Пхохана в гончарний період Мумун (1500–300 до н. е.). Тут розташовані дольмени і невеликі поселення людей, котрі активно досліджуються археологами. В середні віки на території міста були різноманітні поселення, серед котрих Техвахьон, Хинхехьон і Чангіхьон і уїзд Йоніль. В 1931 році в уїзді Йоніль був утверний район Пхохан, котрий в 1949 році отримав статус окремого міста. Протягом XX століття Пхохан сильно виріс і зараз є промисловим центром країни.

## Міста-побратими
Пхохан має кілька міст-побратимів, більшість з них є портовими містами:
Всередині країни
- Південна Корея Район Новонгу, Сеул
- Південна Корея Район Сусонгу, Тэгу
- Південна Корея Сувон, провінція Кьонгі
- Південна Корея Кван'ян, провінція Чолла-Намдо (1997)
- Південна Корея Уїзд Пуан, провінція Чолла-Пукто (2003)

За кордоном
- КНР Чжанцзяган, провінція Цзянсу, Китай
- Японія Фукуяма, префектура Хіросіма, Японія (1979)
- США Піттсбург, штат Пенсільванія, США (1979)
- США Лонг-Біч, штат Каліфорнія, США (1979)
- КНР Хуньчунь, провінція Цзілінь, Китай (1995)
- Японія Дзьоецу, префектура Ніїґата, Японія (1996)

## Символи
- Квітка: троянда
- Дерево: сосна
- Пташка: чайка
- Маскот: весела різнокольорова клякса POVI

## Відомі жителі
- Чон Аюль (1987–2012) — південнокорейська акторка.
- Сон Чі Хьо (справжнє ім'я Чхон Сон Ім, народ. 1981) — південнокорейська акторка, учасниця шоу «Людина, що біжить»